# Fritz Wolzenburg
Fritz Wolzenburg (geboren 24. Januar 1911 in Bromberg, gestorben 1. Oktober 1982 in Flensburg) war ein deutscher Eisenbahner. Während des Zweiten Weltkriegs half er in seiner Funktion als Leiter eines Bautrupps der Deutschen Reichsbahn in Berlin, verfolgte Juden vor der Deportation und Ermordung zu bewahren. 1971 erhielt er dafür das Bundesverdienstkreuz.

## Leben
Fritz Wolzenburg wurde als Sohn eines aus Berlin stammenden Lokomotivführers im damals preußischen Bromberg geboren. Nachdem die Stadt infolge des Friedensvertrags von Versailles an die neugegründete Polnische Republik gefallen war, zog die Familie zurück in die Heimatstadt des Vaters in den Stadtteil Wedding. Dort absolvierte Fritz Wolzenburg 1929 am Lessing-Gymnasium das Abitur. Anschließend studierte er Bauingenieurwesen an der damaligen Technischen Hochschule Berlin in Berlin-Charlottenburg. Genaueres zum Studienabschluss ist nicht bekannt, das Berliner Adressbuch führte ihn 1939 aber als Ingenieur.
1937 trat er als technischer Reichsbahninspektor in den Dienst der Deutschen Reichsbahn. Im gleichen Jahr heiratete Wolzenburg seine erste Frau Irma, die beiden bezogen eine Wohnung in Berlin-Friedrichshain. Nach dem Überfall auf Polen und dem Beginn des Zweiten Weltkriegs ordnete die Reichsbahn Wolzenburg zum Einsatz in den neu okkupierten polnischen Gebieten ab. Er leitete ab Ende 1939 im neuen „Reichsgau Wartheland“ in Posen bei der dortigen Bahnmeisterei 1 einen Bautrupp. 1941 wurde er zurück nach Berlin versetzt. Dort übernahm er im April 1942 die Leitung eines Bautrupps bei der Reichsbahndirektion Berlin.
Bereits in Posen hatte Wolzenburg die Judenverfolgung mit Zwangsarbeit und Deportationen beobachten können. Seinem neuen Bautrupp in Berlin gehörten ebenfalls jüdische Zwangsarbeiter an. Während sein Vorgänger als Leiter des Bautrupps als überzeugter Nationalsozialist die Zwangsarbeiter drangsaliert und geschlagen hatte, verzichtete Wolzenburg auf derartige Methoden. Er versuchte vielmehr, die ihm zugeteilten Zwangsarbeiter zu beschützen. Die meisten jüdischen Zwangsarbeiter waren schwere körperliche Arbeit, wie sie im Gleisbau erforderlich war, nicht gewohnt. Wolzenburg stellte ihnen zunächst mit offiziellen Stempeln der Reichsbahn Bescheinigungen aus, die ihnen den Einkauf auch außerhalb der für Juden geltenden Zeiten ermöglichten – seit Juli 1940 durften Juden in Berlin nur noch zwischen 16 und 17 Uhr einkaufen. Er erwirkte außerdem mit der Behauptung, dazu von der Reichsbahn beauftragt worden zu sein, für die Angehörigen seines Bautrupps die Ausstellung von Lebensmittelkarten für Schwerarbeiter, die eigentlich für Juden nicht mehr zulässig waren.
Nachdem ab 1942 auch in Berlin die Deportationen in die Vernichtungslager einsetzten, erhielten auch Zwangsarbeiter aus Wolzenburgs Trupp zunehmend Deportationsbescheide. In solchen Fällen versuchte Wolzenburg, diese, angeblich im Auftrag der Reichsbahn, als unersetzliche Spezialisten zu reklamieren. Wiederholt hatte er dabei Erfolg. Nachdem die Reichsbahn die Anweisung erlassen hatte, jüdische Zwangsarbeiter nachts in ihre Wohnungen zu schicken, wenn die Gestapo Razzien und Verhaftungen durchführen wollte, forderte Wolzenburg die Arbeiter seines Trupps in solchen Fällen auf, bereits am Abend zur Arbeit zu kommen und im Bauzug zu übernachten. Teils brachte er sie auch nachts in seiner Wohnung unter. Im November 1942 ersetzte die Reichsbahn jedoch die meisten jüdischen Zwangsarbeiter durch polnische Zwangsarbeiter, viele der von Wolzenburg zunächst geretteten Juden fielen in der Folgezeit den Deportationen zum Opfer. Wolzenburg behandelte jedoch auch die polnischen Zwangsarbeiter menschlich.
Ein jüdisches Ehepaar wandte sich schließlich im Frühjahr 1943 an Wolzenburg. Der Architekt Werner Rewald war von Wolzenburg in seiner Zeit beim Bautrupp bereits mehrfach vor der Deportation bewahrt worden. Nun stellte Wolzenburg ihm und seiner Frau Ilse Rewald Papiere der Reichsbahn aus, die Rewald den Namen eines tatsächlich existierenden Hilfsarbeiters der Reichsbahn bescheinigten, seine Frau erhielt die Identität von dessen Ehefrau, die Sekretärin bei der Gestapo war. Die Papiere halfen beiden, die folgende Zeit in der Illegalität bis Kriegsende zu überleben. Einen weiteren ehemaligen Arbeiter seines Bautrupps versteckte Wolzenburg im Frühjahr 1945 in einer leeren Wohnung in seinem Wohnhaus. Insgesamt haben mindestens vier Mitarbeiter des Bautrupps auch dank Wolzenburgs Hilfe den Holocaust überlebt.
Nach dem Krieg blieb Wolzenburg zunächst in Berlin und arbeitete weiter bei der Reichsbahn. Ein Bericht über seine Hilfe für verfolgte Juden wurde dem neuen Generaldirektor der Reichsbahn in der SBZ, Willi Kreikemeyer zwar vorgelegt, hatte jedoch keine weiteren Folgen. Um 1950 verließ Wolzenburg mit seiner Frau Berlin und ging in den Westen, wo er bei der neugegründeten Deutschen Bundesbahn in Flensburg als technischer Oberinspektor arbeitete. Seine erste Frau verstarb 1955, Wolzenburg heiratete einige Zeit später ein zweites Mal.
1971 erhielt ein Bundesbahnbeamter den Verdienstorden der Bundesrepublik Deutschland, dessen „streng nationale Gesinnung“ bei der Bundesbahn allgemein bekannt war. Nachdem Wolzenburg dies im Freundeskreis kritisiert hatte, wandte sich das Ehepaar Rewald, das den Kontakt zu seinem Helfer aufrechterhalten hatte, an Bundespräsident Gustav Heinemann. Über das Bundesverkehrsministerium erwirkte das Präsidialamt eine Stellungnahme der Bundesbahn-Hauptverwaltung unter dem Ersten Präsidenten der Bundesbahn, Heinz Maria Oeftering zu Wolzenburg, die positiv ausfiel. Am 16. November 1971 überreichte ihm schließlich der Vizepräsident der Bundesbahndirektion Hamburg in Vertretung des erkrankten Präsidenten das Bundesverdienstkreuz 1. Klasse für seinen mutigen Einsatz während des Krieges. Wolzenburg selbst sah sich nicht als besonders mutig. Dem Flensburger Tageblatt sagte er: „Ich fühle mich nicht als Held, und ich habe damals manchmal gezittert. Aber es waren doch Menschen.“
Wolzenburg trat 1976 in den Ruhestand, den er in Flensburg verlebte. Er verstarb dort am 1. Oktober 1982.